# NSPU-4夜間瞄準鏡
NSPU-4「鶴鴕」（俄语：НСПУ-4«Казуар»；НСПУ全寫：Ночной Стрелковый Прицел Унифицированный，加上「-4」意為：統一型夜間瞄準具4型；Казуар，意為鹤鸵；俄罗斯国防部火箭炮兵装备总局代號：／）是一款在1980年代初由前蘇聯NII-801（獵戶座科學生產協會）所研製、NPZ（新西伯利亞儀器製造廠）所生產的被動式夜視瞄准镜，設計用於裝設於RPG-16N3與RPG-29N兩款火箭推進榴彈发射器以上，並且在光線條件較差劣的環境（例如夜間）以下使用。

## 概述
該瞄准镜的重量為2.1千克（4.63磅），尺寸則為280毫米×192毫米×106毫米（11.02英吋×7.56英吋×4.17英吋；長×高×寬）。因此，它比類似的多型號NSPU-3（1PN51）夜視鏡更為緊湊。
NSPU-4利用RPG以上的側面光學瞄準具導軌將其裝設在武器的機匣左側以上，然後按下瞄准镜座的定位槓桿將其固定到位。
NSPU-4裝在一具金屬容器當中，而該容器可容納額外的电池、電池充電器和其他配件，總計重達6.45公斤（14.22磅）。

## 光學元件
NSPU-4通過80毫米光圈將光聚集到反射器當中，而次鏡則使得光圈的中央42毫米模糊。
為了將該瞄準鏡歸零，NSPU-4的頂部具有兩顆垂直旋鈕，其中高度旋鈕具有可分離的刻度。
光圈蓋本身還具有兩個12毫米的光圈，可藉由打開這些孔的其中一個，從而讓瞄準鏡於可能會使得光增強器飽和的光照條件以下使用。
在瞄準鏡的後端是聚焦盤。
目鏡具有可拆卸的軟橡膠眼罩。
該瞄準鏡具有2.94倍放大倍率與9.35°視角。

## 光增強器和標線
在該設備的光圈下方的左側具有亮度旋鈕。除了開通和關閉設備的電源以外，該旋鈕可控制標線的亮度，使得標線可見，而不會使目標變亮。
標線以上的標記與距離可以在200公尺、300公尺、400公尺和500公尺的距離內與典型裝甲車的高度的目標相互匹配。這功能類似於NSPUM（1PN58）的標線。

## 電源
光增強器由一組5枚D-0,55S（俄语：Д-0,55С）可充電電池所供電，提供高達7伏特的電壓。該瞄準鏡需要6.25伏特的電壓。最大消耗電流為40毫安。
D-0,55S電池組可用於包括NSPU-3（1PN51）和NSPUM（1PN58）在內的各種設備，並且具有獨立的充電設備。充電設備具有一個可用於12伏特或27伏特輸入之間作出選擇的開關和兩具紅色控制燈，其中一具指示可以充電，而另一具則指示完成充電。

## 支援武器
NSPU-4可以裝設於以下的武器上一起使用（括號為所需裝上的NSPU-4型號）：
- RPG-16N3（1PN51-1）
- RPG-29N（1PN51-2）

## 光學規格和尺寸
- 戰鬥狀態的瞄準具质量：2.1千克（4.63磅）
- 收納狀態的瞄準具質量：6.450公斤（14.22磅）
- 瞄準具的外形尺寸（長×高×寬）：280×192×106毫米（11.02×7.56×4.17英吋）
- 放大倍率：2.94倍
- 視角：9.35°
- 電源供應：一組5枚D-0,55S銀锌可充電电池
- D-0,55S電池電壓：7伏特
- D-0,55S電池容量：6.25伏特
- 放電工作电流：40毫安

## 圖集

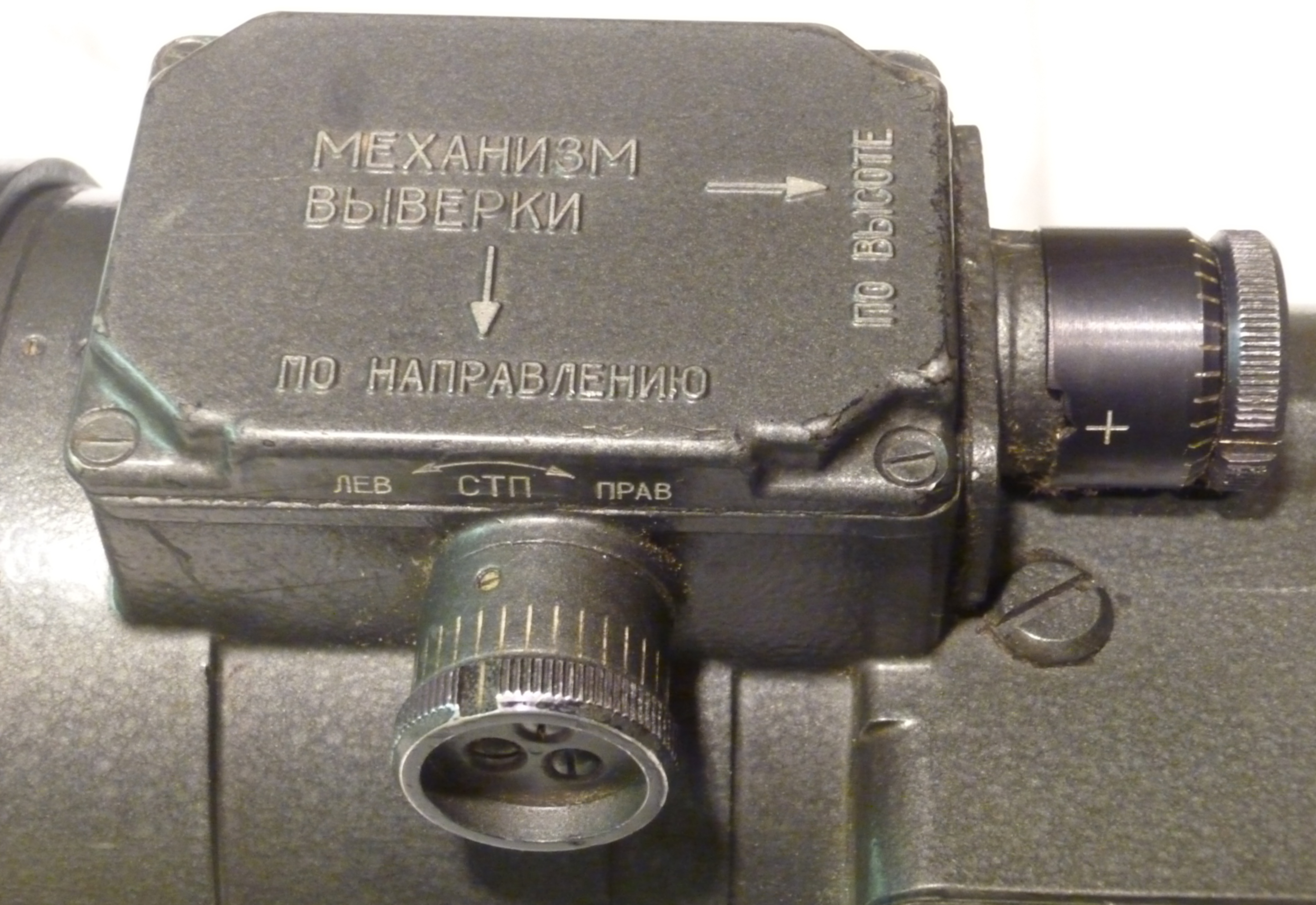
兩個用於將NSPU-4歸零的旋鈕
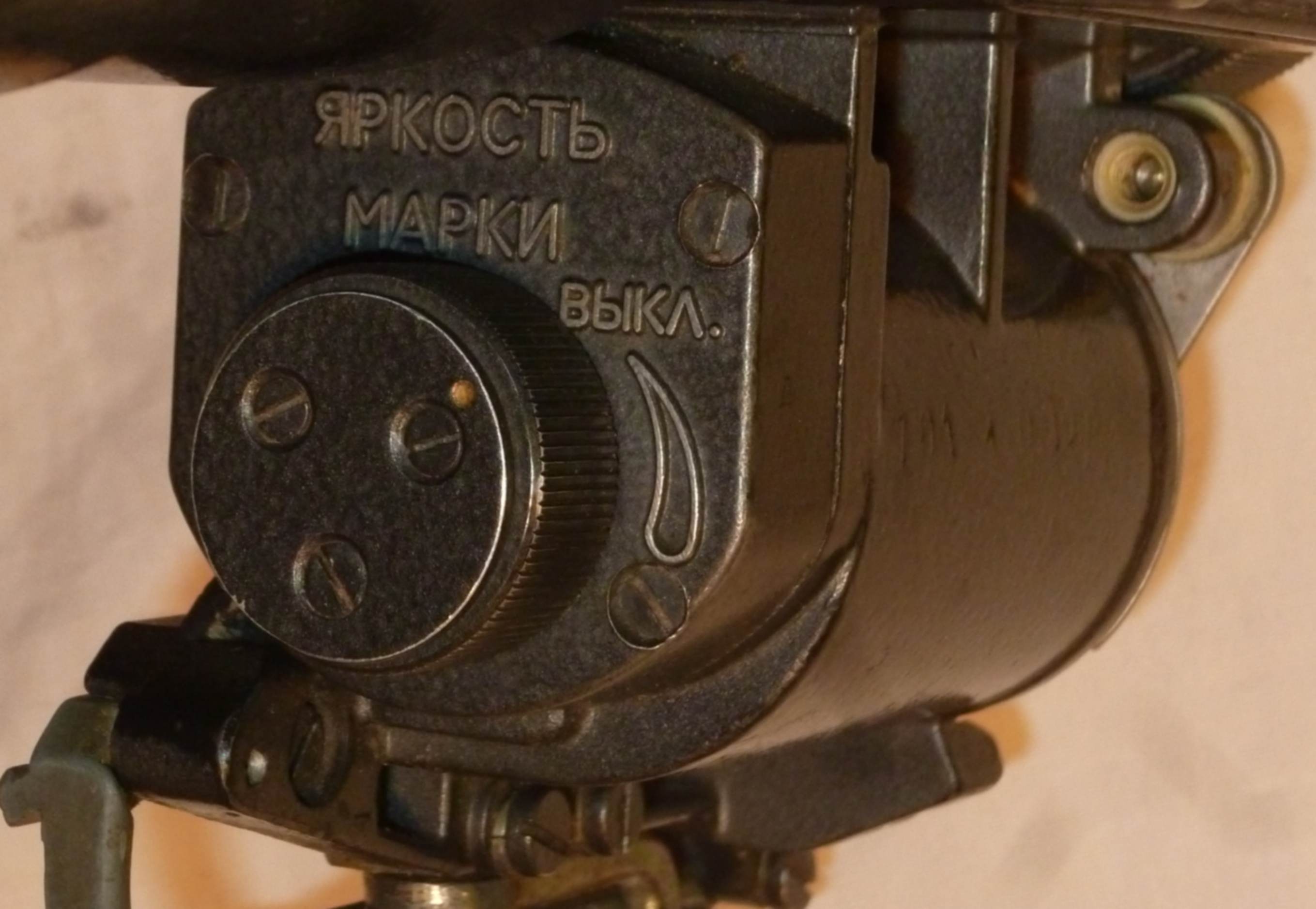
用於控制NSPU-4標線亮度的旋鈕
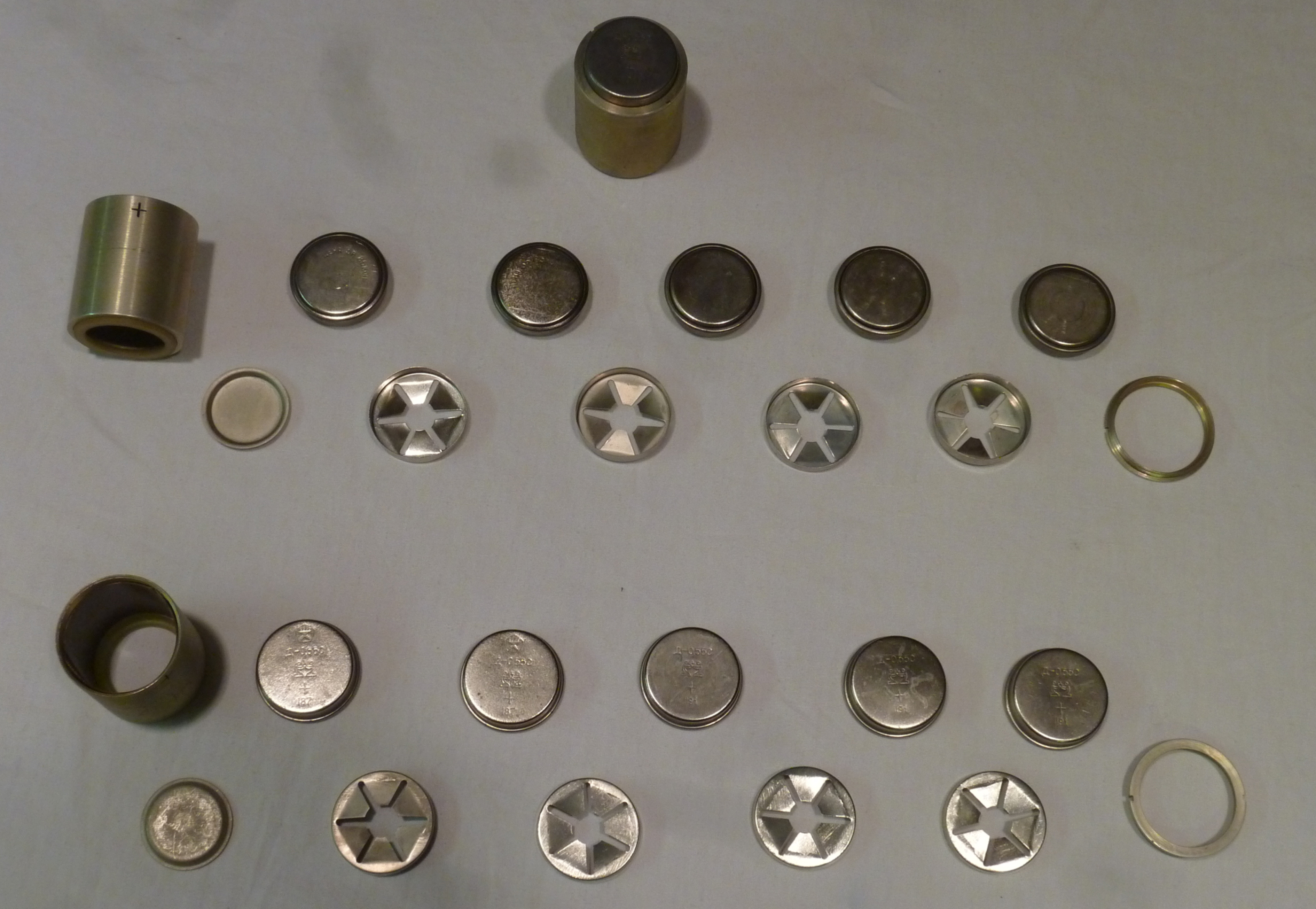
NSPU-4的三組電池，其中兩組已拆卸
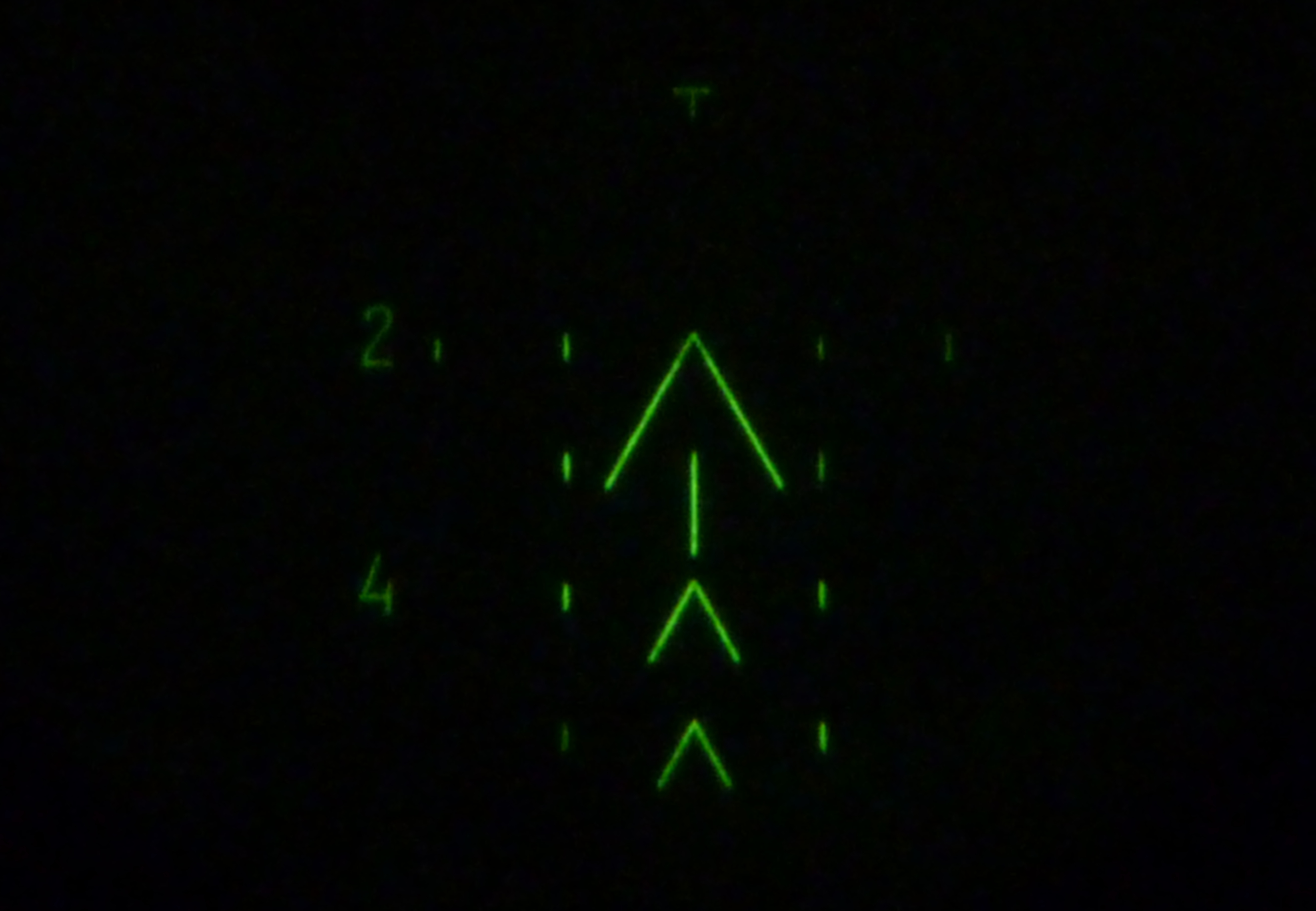
NSPU-4的標線

## 資料來源
1. ↑   [PRODUCT 1PN58 TECHNICAL DESCRIPTION AND OPERATING INSTRUCTIONS]. February 1991: 47 （俄语）.